# HTC Herald
HTC Herald，原廠型號HTC P4350，HTC P4351，是台灣宏達電公司所推出的智慧型手機，搭載微軟 Windows Mobile 5，HTC Wizard的升級版，配備TI OMAP850 201MHz處理器，配有側滑動式QWERTY鍵盤，性能強大。2006年12月於歐洲首度發表。已知客製版本HTC P4350，HTC P4351，Dopod C800，Dopod C858，O2 Xda Terra，Vodafone VPA Compact IV，T-Mobile Wing。

## 技術規格
- 處理器：TI OMAP850 201MHz
- 作業系統：Windows Mobile 5.0 PocketPC Phone Edition
- 記憶體：ROM：128MB，RAM：64MB
- 尺寸：109 毫米 X 59 毫米 X 17 毫米
- 重量：168g（含電池）
- 螢幕：QVGA 解析度、2.8 吋 TFT-LCD 平面式觸控感應螢幕
- 網路：GSM/EDGE
- 藍牙：2.0 with EDR
- Wi-Fi：IEEE 802.11 b/g
- 相機：200萬畫素相機，不支援自動對焦功能
- 電池：1130mAh充電式鋰或鋰聚合物電池

## 外部連結
- HTC P4350 概觀（页面存档备份，存于）
- HTC P4350 技術規格（页面存档备份，存于）
- HTC P4351 概觀
- HTC P4351 技術規格